# 博思艾伦汉密尔顿控股公司
博思艾伦汉密尔顿控股公司（简称博思艾伦咨询公司、博思艾伦公司或博思艾伦）是个美国的信息技术咨询公司。其总部位于美国华盛顿哥伦比亚特区费尔法克斯郡弗吉尼亚州的泰森斯角，并在美国其他地方有80个办事处。它的核心业务是主要面向政府机构提供管理、技术以及安全服务，负责数据安全、国防承包以防御间谍和获取情报，同时也提供民用商业服务。业务范围包括战略规划、人力资本、学习交流运作等的提升、信息技术、系统工程、组织改革（organizational change efforts）、计算机模拟、程序管理、保险（assurance and resilience）以及经济业务分析。

## 历史
博思艾伦公司由爱德温·博思于1914年成立，是世界上最老的管理咨询公司之一。截至2013年，公司收入的99%来自美国联邦政府。博思艾伦公司曾在2012年被Vault评为世界最好的咨询公司第11到第4位，被“彭博政府”列入政府部门产业领导者名单的第16位（基于2011年数据），在2011年被《咨询杂志》评为最值得去工作的咨询公司第九位。
2008年8月，曾经的博思艾伦公司一分为二。“博思艾伦”这个名字由专注美国政府事务的那一半继承，而另外的博思&公司则全部掌控商业战略和国际证券投资组合（international portfolio）。博思艾伦公司主要由私募股权公司凯雷集团拥有，而博思&公司自身拥有并以合伙企业的身份运作。2010年11月17日，博思艾伦公司的普通股于纽约证交所上市。
美国历史上最著名的泄密案的主角爱德华·斯诺登在2013年期间为博斯艾伦公司雇员。

## 延伸閱讀
- Bennett, Drake and Michael Riley. "Booz Allen, the World's Most Profitable Spy Organization （页面存档备份，存于）." Bloomberg Businessweek. June 20, 2013.
- Bennett, Drake, Caroline Savello and Robert Levinson. "Chart: How Booz Allen Hamilton Swallowed Washington （页面存档备份，存于）." Bloomberg Businessweek. June 13, 2013.
- Roumeliotis, Greg and Soyoung Kim. "DEALTALK-Snowden fallout comes at bad time for private equity （页面存档备份，存于）." Associated Press at Reuters. June 28, 2013.
- Vardi, Nathan. "The Carlyle Group Has Made $2 Billion Off Of Booz Allen （页面存档备份，存于）." Forbes. June 10, 2013. Retrieved on July 2, 2013.